# Phoenix (Nueva York)
Phoenix es una villa ubicada en el condado de  Oswego en el estado estadounidense de Nueva York. En el año 2000 tenía una población de 2,251 habitantes y una densidad poblacional de 759 personas por km².

## Geografía
Phoenix se encuentra ubicada en las coordenadas 43°13′53″N 76°17′53″O / 43.23139, -76.29806.

## Demografía
Según la Oficina del Censo en 2000 los ingresos medios por hogar en la localidad eran de $30,199, y los ingresos medios por familia eran $36,442. Los hombres tenían unos ingresos medios de $29,542 frente a los $22,412 para las mujeres. La renta per cápita para la localidad era de $16,434. Alrededor del 13.2% de la población estaban por debajo del umbral de pobreza.